# Karl Marx-huset
Karl Marx-huset är ett museum i Trier i Tyskland. Karl Marx föddes i huset år 1818.